# Richards (krater)
För andra betydelser, se Richards.
Richards är en nedslagskrater med en diameter på 25 kilometer, på planeten Venus. Richards har fått sitt namn efter amerikanske kemisten Ellen Swallow Richards.